# ニコラス・ウィントン

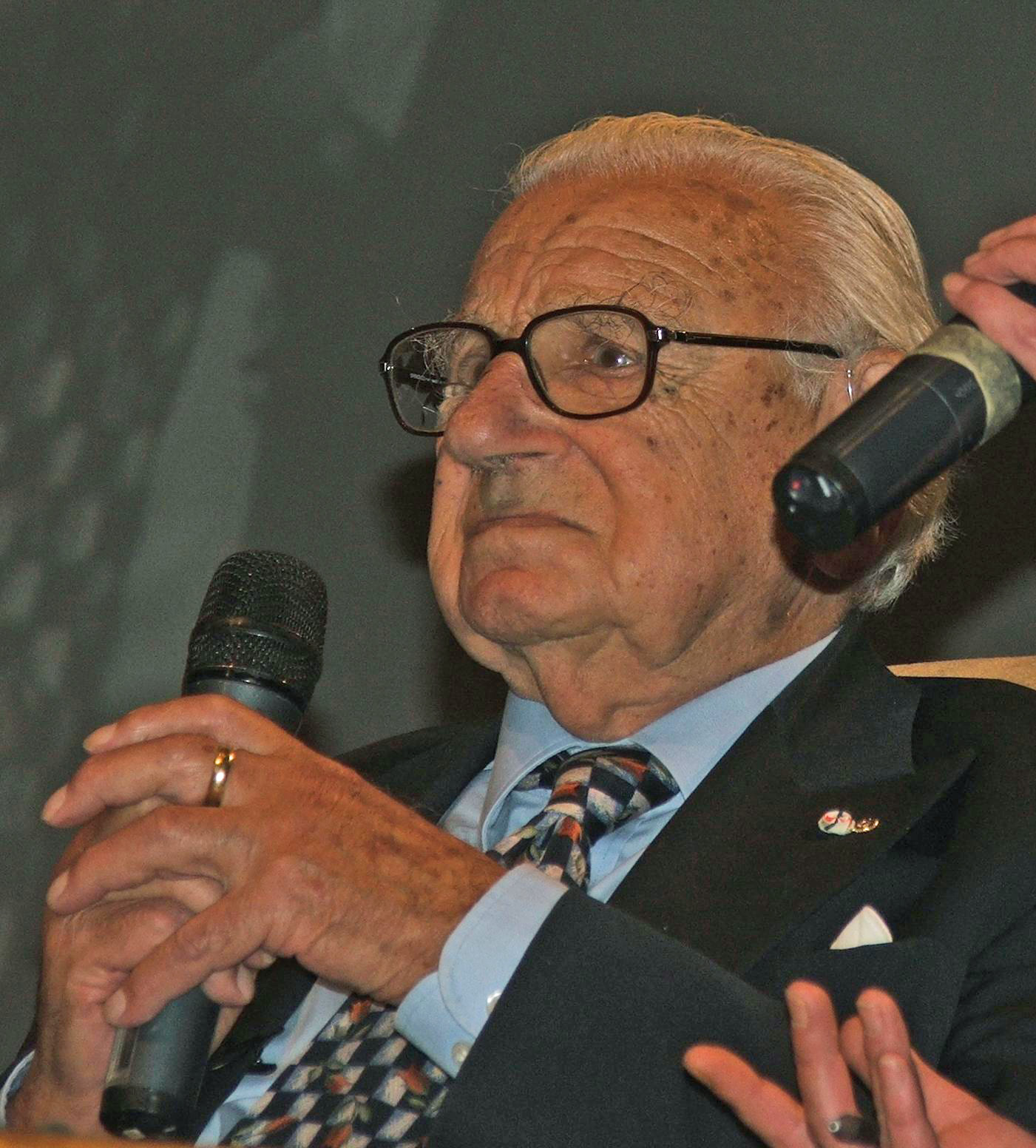
ニコラス・ウィントン（2007年）

サー・ニコラス・ジョージ・ウィントン（Sir Nicholas George Winton、1909年5月19日 - 2015年7月1日）は、イギリスの人道活動家で、大英帝国勲章（MBE）の叙勲者。
第二次世界大戦がはじまる直前、ナチス・ドイツによるユダヤ人強制収容所に送られようとしていたチェコスロバキアのユダヤ人の子どもたちおよそ669人を救出してイギリスに避難させるという、チェコ・キンダートランスポートと呼ぶ活動を組織した。当時の新聞記事に、ウィントンがイギリスに送られる孤児を胸に抱いた写真が「勇敢なる笛吹き男」の名で掲載されたことがあるが、近年では「イギリスのシンドラー」ともいわれる。

## 業績
ロンドンに住むドイツ系ユダヤ人の両親のもとに生まれる。両親ともキリスト教で受洗、非宗教的な家庭に育つ。彼は株式仲買人の仕事をしていて、労働党左派の活動家と親交があり、早くからヒトラーの政策の行く末に疑問を抱いていた。
1938年のクリスマス休暇にウィントンはスイスへスキーに行く予定をしていたが、イギリスのチェコ難民委員会の女性から、ドイツのチェコ進攻の予想とそれに対する難民の救出活動で人手が足らないという連絡を受けた。スイス行きを取りやめてプラハに向かった彼は、成人の救出で手いっぱいで子どもの救出に手が回っていないことを知るやイギリスにとって返し、内務省の許可を得て、イギリスで子どもたちの里親や身元引受人を探して子どもたちをイギリスに避難させる一大キャンペーン活動を開始した。イギリス政府が行ったドイツからのキンダートランスポートと比べ、チェコからのものは組織的な資金が得られなかったため、公的な機関であるかのような団体名を名乗ったり、時には子どもの出生日時を偽装したりして、危険を冒しながら子どもたちの救出のために奔走した。結果的に、1939年3月14日から8月2日までの間に669名の子どもたちをチェコから脱出させることに成功した。9月3日にも最大規模となる250名の子どもたちの脱出が予定されていたが、9月1日に第二次世界大戦が勃発したため出国させることができず、以降チェコからの子どもの脱出は不可能となる。このことがウィントンを失望させ、長きに亘る沈黙の原因となった。
ウィントンのリストに記載された脱出予定の子どもたちはおよそ6000名いたが、脱出が不可能となってチェコに残留したユダヤ人児童は、大人とともにテレージエンシュタットに収容された。テレージエンシュタットは絶滅収容所ではなかったものの、劣悪な環境の下で子どもたちは衰弱し、労働に従事できなくなったものは次々にアウシュヴィッツへと移送された。ここに収容されたユダヤ人児童は15000人いたといわれ、最終的には全ての児童がアウシュビッツへ移送されて大半が即日ガス室送りとなった。収容所から生還したチェコのユダヤ人児童はわずか100人に過ぎなかった。
開戦後、ウィントンは赤十字に参加してフランス国内で難民支援の仕事に携わり、キンダートランスポートとの関わりはなくなった。

## ウィントンによって救出された著名人
- アルフレッド・デュボス（英語版） - デュボス男爵。イギリス労働党の政治家。
- カレル・ライス - イギリスの映画監督。
- ジョー・シュレジンジャー - カナダのTVニュースキャスター、作家。
- レナーテ・ラクソヴァ（英語版） - アメリカ、ウィスコンシン大学マディソン校の遺伝医学の名誉教授。
- ハイニ・ハルバースタム（英語版） - イギリスの数学者
- ゲルダ・メイヤー（英語版） - イギリスの詩人
- イツホク・トゥビア・ヴァイス（英語版） - 超正統派のラビ
- フェリックス・クラウス(Felix Kraus) - ウィーン生まれ、アメリカ渡航後に両親と再会。音楽を学び、後にクリーヴランド管弦楽団のオーボエ・イングリッシュホルン奏者として要職を務める。

## 栄誉
ウィントン自身はイギリス人だが家族の出自はユダヤ系であったため、ウィントンは、ユダヤ人を救った非ユダヤ系の人物を称えるイスラエルのヤド・ヴァシェムの諸国民の中の正義の人に名を挙げられることはない。ユダヤ人にとって彼は同胞であって異邦人ではないからである。しかし、それが彼にとって残念なこととはならなかった。自分のやってきたことを格別評価されるべきことであると捉えていなかったためだ。ウィントンはその人道的な業績の数々を証明する子どもたちの写真に名前や情報を書きつけた資料をトランクに入れっぱなしにしていたが、1988年に2度目の妻グレタが屋根裏部屋でそれらの詳細な書類をおさめたスクラップブックを発見した。ウィントン自身は、昔の過ぎたことだから...と処分を考えたが、子どもたちの里親の住所まで記されたその史料を子どもたちの命にも等しいものだからと、夫人が処分を押しとどめた。そして、その資料はイギリスの大衆紙「サンデーミラー」社長夫人の手に渡ったのだが、同夫人がチェコ系のユダヤ人でホロコーストの研究者でもあったことから、当時の子どもたちとの再会へと繋がることになった。ウィントンは、1998年にチェコ大統領からトマーシュ・マサリク勲章を授与される。また、イギリスでも2002年12月31日に発表された新年の叙勲リストで、ナイトに叙され、サー・ニコラス・ウィントンとなった。
1999年、ロンドンで、キンダートランスポートの子どもたちは、救出60周年の第2回の再会の集いを持った。ウィントンはこの会でスピーチを行った。ウィントンの業績は、スロバキアの映画監督マテイ・ミナーチによって、3本の作品に映画化された。ドラマ「みんな私の愛する子ども」(All My Loved Ones、Všichni moji blízcí) （1999年）がその一つで、この中ではニコラス・ウィントンをルパート・グレイヴスが演じている。もうひとつはドキュメンタリで、「愛の力 ニコラス・ウィントン」(The Power of Good: Nicholas Winton 、Nicholas G. Winton: Sila ľudskosti) (2002年)で、これは国際エミー賞を受賞した。更なる1本はドキュメンタリードラマ「ニコラス・ウィントンと669人の子どもたち」(Nicky's Family 、Nickyho rodina)（2011年）である。
小惑星19384ウィントンは、チェコの天文学者ヤナ・ティチャとミロス・ティチイによって、彼の栄誉を称えて命名された。
ウィントンは、チェコ政府により2008年のノーベル平和賞の候補として推薦を受けている。
サー・ウィントンは、イギリスのエリザベス女王が、2008年10月23日水曜日から中央ヨーロッパを4日間にわたり歴訪された期間の中で、スロベニア、スロバキアを公式訪問した際、女王に随行した。

## 映画
- ONE LIFE 奇跡が繋いだ6000の命(原題: One Life)2023年、イギリス映画

## 脚註
1. ↑  ニコラス・ウィントン氏が死去　「英国版シンドラー」 日本経済新聞 2015年7月3日
2. ↑  “Nicholas Winton” (英語).   Gerontology Wiki. 2021年12月10日閲覧。
3. ↑  Nicholas Winton
4. ↑  Film documents 'power of good' Archived 2008年9月19日, at the Wayback Machine.
5. ↑  Tomas Garrigue Masaryk Order, List of Honoured
6. ↑  Secret hero who saved Jewish children from the Nazis is lauded, 50 years on - Times Online
7. ↑  “No. 56797”. The London Gazette (Supplement) (英語). 31 December 2002. p. 2. 2009年1月4日閲覧.
8. ↑  Všichni moji blízcí (1999)
9. ↑  Síla lidskosti - Nicholas Winton (2002)
10. ↑  ｢ニコラス・ウィントンと669人の子どもたち｣2016年11月日本公開予定
11. ↑  Nicky's Family(2011)
12. ↑  “JPL Small-Body Database Browser”. JPL Small-Body Database.  Jet Propulsion Laboratory (2003年10月2日). 2009年1月11日閲覧。
13. ↑  BBC NEWS | UK | UK's 'Schindler' awaits Nobel vote
14. ↑  Slovaks welcome Queen to capital BBC News 23 October 2008